# Szarpédón (Európé fia)
Szarpédón (görög betűkkel Σαρπηδὠν, latinosan Sarpedon) görög mitológiai alak, Zeusz és Európé fia, Minósz és Rhadamanthüsz testvére. Aszteriosz krétai király halála után nevelt fiai, Minósz és Szarpédón ellentétbe kerültek egymással. A két ismert verzió szerint vagy magán a királyságon vesztek össze, vagy Milétosz szerelmén. A testvérviszály elől Rhadamanthüsz elmenekült a szigetről, Minósz pedig legyőzte vagy elüldözte Szarpédónt.
Szarpédón az anatóliai Kilikiában telepedett le nagybátyjánál, Kiliksznél, akinek hadvezére lett a Lükia elleni harcokban. Kiliksz gyermektelenül halt meg, így ő lett az utódja. Igazságos uralkodása miatt Zeusz három emberöltőnyi életet adományozott neki, így esetleg azonos lehet a Homérosznál szerepeltetett Szarpédónnal, Lükia királyával. Apollodórosz mindenesetre azonosnak veszi kettőjüket, csak azt teszi hozzá, hogy Homérosz Laodameia fiának tartja őt.